# Cezaria Anna Baudouin de Courtenay-Ehrenkreutz-Jędrzejewiczowa

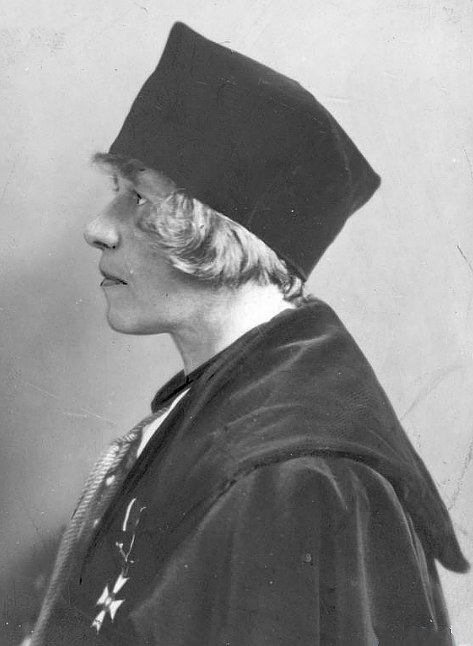
Cezaria Jędrzejewiczowa 1934

Cezaria Anna Baudouin de Courtenay-Ehrenkreutz-Jędrzejewiczowa (* 2. August 1885 in Dorpat; † 28. Februar 1967 in London) war eine polnische Ethnologin.
Cezaria Baudouin de Courtenay war die Tochter des Linguisten Jan Baudouin de Courtenay. Sie war in den Jahren 1927 bis 1935 Professorin für Ethnographie und Ethnologie an der Polnischen Stefan-Batory-Universität in Wilno, von 1935 bis 1939 an der Universität Warschau. Sie war eine der Begründerinnen des Polnischen Wissenschaftlichen Instituts in Jerusalem. Seit 1947 lebte sie in Großbritannien im Exil. Sie war eines der Gründungsmitglieder der Polnischen Wissenschaftlichen Gesellschaft im Exil. 1951 wurde sie Professorin für Ethnographie an der Polnischen Exiluniversität, danach ihre Rektorin.
1910 bis 1913 war sie die erste Ehefrau von Max Vasmer, später die Ehefrau von Stefan Ehrenkreutz (Professor der Rechtswissenschaften) und anschließend von Janusz Jędrzejewicz (polnischer Premierminister).

## Veröffentlichungen (Auswahl)
- Etnografowie i ludoznawcy polscy. Sylwetki, szkice biograficzne, pod red. E. Fryś-Pietraszkowej, A. Kowalskiej-Lewickiej, A. Spiss, Wydawnictwo Naukowe DWN / Oddział Polskiego Towarzystwa Ludoznawczego w Krakowie, Krakau 2002, ISBN 83-87623-65-2.